# Marco Tício Lústrico Brutiano
Marco Tício Lústrico Brutiano (em latim: Marcus Titius Lustricus Bruttianus) — ou Lustrício Brutiano (em latim: Lustricius Bruttianus) segundo Plínio, o Jovem — foi um senador e general romano nomeado cônsul sufecto para o nundínio de setembro a dezembro de 108 com Quinto Pompeu Falcão.

## Carreira
Entre 2011 e 2014, foi descoberta em Vasio Vocontiorum, sua cidade natal, uma inscrição que preservou seu nome completo e sua carreira. Segundo ela, além de dois mandatos como tribuno legionário, um dos quais durante a Campanha dácia de Trajano, Brutiano serviu duas vezes na Acaia, primeiro como questor e depois como procônsul, como legado do procônsul da África, como legado imperial da Cilícia, como legado militar na Germânia Inferior e na Germânia Superior e finalmente como comandante da Legio X Fretensis, um posto que na época também equivalia a funções administrativas nas províncias da Judeia e Arábia Pétrea.
Antes desta descoberta, Brutiano era conhecido apenas através de uma carta de Plínio, o Jovem. Ele descreve um julgamento perante o imperador Trajano no qual Brutiano processou seu conde, Montânio Aticiano, acusado de diversas atrocidades. O julgamento terminou favoravelmente a Brutiano, que aumentou seu prestígio pessoal por causa do julgamento.